# 伊扎拉图尔卡法安基拉法图尔库拉法
伊扎拉图尔卡法安基拉法图尔库拉法（英語：Izalatul Khafa'an Khilafatul Khulafa，阿拉伯语：‎）是沙瓦刘拉德赫拉维的波斯语書籍。